# Stanisław Wokulski

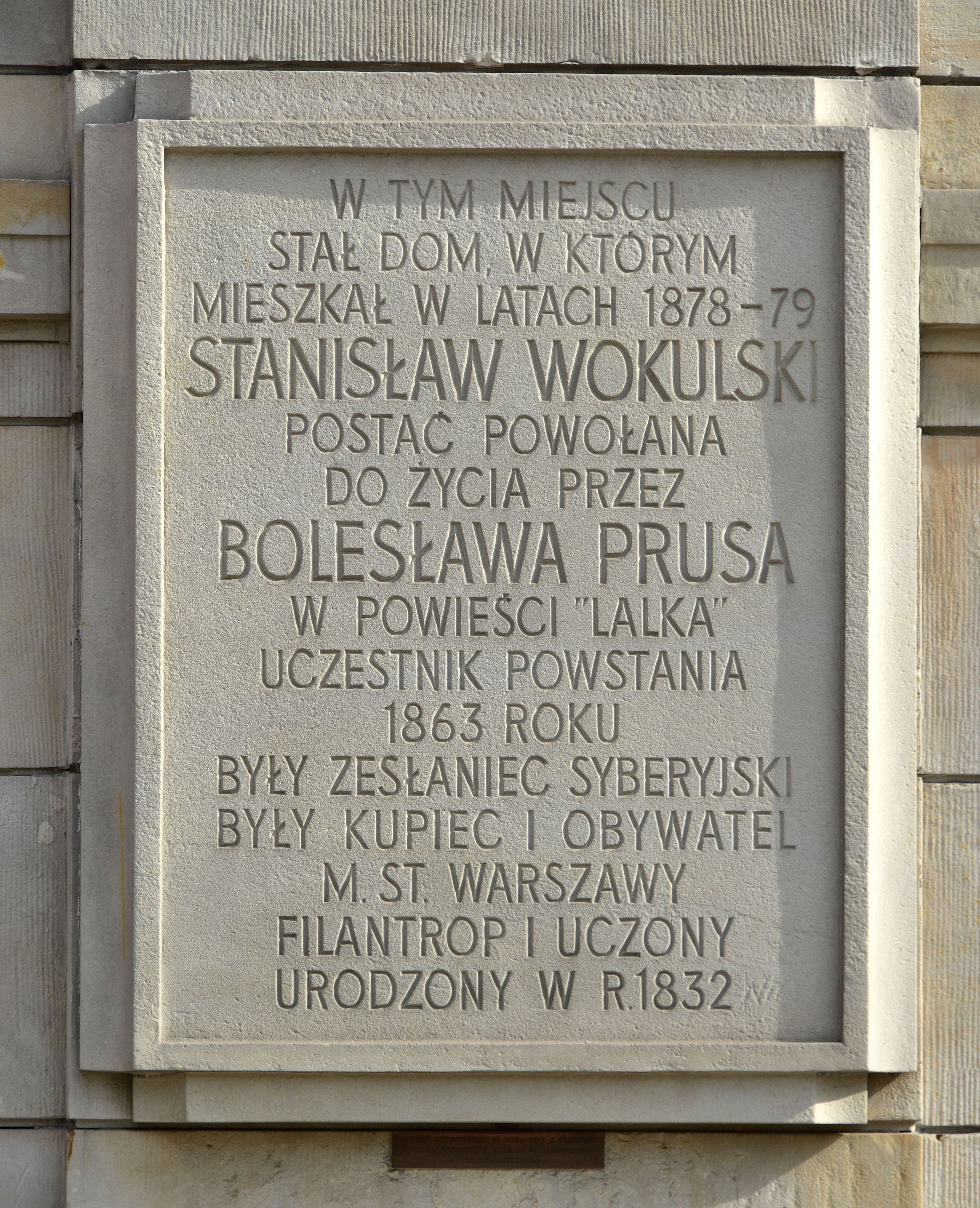
Tablica upamiętniająca Stanisława Wokulskiego na budynku przy ul. Krakowskie Przedmieście 4/6 w Warszawie

Stanisław Wokulski – postać literacka, protagonista powieści Lalka Bolesława Prusa; postać Wokulskiego stała się w polskiej kulturze masowej symbolem przedsiębiorczości.

## Życiorys
Urodzony prawdopodobnie w 1832 roku, pochodził ze zubożałej rodziny szlacheckiej. Zmuszony przez ojca, Piotra Wokulskiego, do pracy w Warszawie jako subiekt i kelner w winiarni u Hopfera, gdzie miał się przyuczać do zawodu. Tam poznał Ignacego Rzeckiego, z którym zamieszkał, co umożliwiło mu podjęcie edukacji. Wokulski najpierw poszedł do Szkoły Przygotowawczej, później do Szkoły Głównej, gdzie rozpoczął naukę na wydziale matematyczno-fizycznym. Jego wynalazki, to m.in.: model maszyny latającej z ograniczonymi możliwościami sterowania, maszyna pompująca wodę. Szkołę porzucił po niespełna roku, gdy wybuchło powstanie styczniowe. Wówczas Wokulski zaciągnął się do oddziału powstańczego, a po upadku powstania został zesłany do Irkucka na Syberii. Wrócił stamtąd w roku 1870 z niewielką sumą pieniędzy, których zdobycie umożliwiła mu znajomość z rosyjskim kupcem Suzinem.
Po powrocie do kraju długo pozostawał bez pracy, w ostatnim okresie pozostając na utrzymaniu Rzeckiego, który pożyczał mu po 10 rubli miesięcznie na jedzenie. Potem zaczął pracować w sklepie Minclów. Po śmierci Mincla brak możliwości awansu życiowego skłonił Wokulskiego do ślubu z wdową po nim – Małgorzatą Minclową. Wiek małżonki oraz jej zamiłowanie do eksperymentowania ze środkami poprawiającymi urodę już po czterech latach doprowadziły do owdowienia Wokulskiego. On sam został właścicielem zasobnego sklepu i majątku w wysokości trzydziestu tysięcy rubli. Po śmierci żony Stanisław zamknął się, całkowicie poświęcając pracy. W tym czasie rzadko pokazywał się na zewnątrz. Przełom nadszedł, dopiero gdy Rzecki namówił go do pójścia do teatru, gdzie Wokulski zakochał się od pierwszego wejrzenia w arystokratce Izabeli Łęckiej.
By zdobyć majątek potrzebny do wkupienia się w łaski arystokracji wyjechał w 1877 roku do Bułgarii, gdzie właśnie wybuchła wojna rosyjsko-turecka (zwana „bułgarską”). Nie był to jedyny powód wyjazdu. Chciał zarobić znaczną kwotę pieniędzy, gdyż przez sześć lat przypominano mu, że sklep nie został stworzony przez niego, a majątek zawdzięcza dwóm pokoleniom Minclów. W Bułgarii przez osiem miesięcy znacznie się wzbogacił na dostawach dla wojska. Wyjechał z 30 tysiącami rubli a wrócił z sumą dziesięciokrotnie większą. Majątek ten pozwolił mu na otworzenie nowego sklepu i założenia wspólnie z arystokratami spółki do handlu z Cesarstwem Rosyjskim, która sprowadzając tanie wyroby rosyjskie podkopywała interesy dominującego obcego kapitału w rodzimym przemyśle. Jednakże zniechęcenie spowodowane niemożnością zdobycia względów Łęckiej skłoniło go do wyjazdu do Paryża, gdzie przez kilka miesięcy prowadził interesy Suzina. Poznał tam również naukowca Geista, prowadzącego wykpiwane badania nad powstaniem metalu lżejszego od powietrza.
Po nagłym powrocie do kraju (spowodowanym listem Prezesowej, informującym o wizycie Izabeli w Zasławku) dalej adorował pannę Łęcką podczas pobytu na wsi. Doprowadziło to do sprzedaży przez Wokulskiego sklepu (by pozbyć się „kompromitującego” tytułu kupca galanteryjnego). W końcu jego zaręczyny z Łęcką doszły do skutku, jednakże podsłuchanie znieważającej go rozmowy Izabeli z jej kuzynem Starskim zaowocowało zerwaniem narzeczeństwa i nieudaną próbą samobójczą Wokulskiego. Popadł w zupełną apatię, któregoś dnia cały swój majątek zapisał w testamencie, rozdzielając pomiędzy Ochockiego, Rzeckiego, Helenkę Stawską, Węgiełka, braci Wysockich oraz inne osoby i wyjechał w nieznane (podejrzewano, że wysadził się wraz z ruinami zamku w Zasławiu; lub zamknął ten etap swojego życia, by zacząć od nowa).

## Wokulski jako romantyk
- Romantyczna biografia okresu młodości – udział w powstaniu i szybki awans społeczny
- Niezwykłe zdolności i szczęście – źródła sukcesu finansowego i arystokratycznych koneksji
- Nieszczęśliwa miłość – Wokulski jest nieszczęśliwie zakochany, a jego nieszczęście wynika z niemożności pokonania uprzedzeń klasowych. Miłość równocześnie jest motywem wszelkich jego działań: wyprawy po majątek na wojnę, wizyt w teatrze, podejmowanych operacji finansowych, a w końcu rezygnacji z handlu.
- Skłonność do idealizacji – niemal do końca Stanisław wyobraża sobie Łęcką, jako kobietę-anioła, marzy o niej, jest jej wdzięczny za najdrobniejszy przyjazny gest, spojrzenie. Dopiero scena w pociągu uświadamia mu, że jego ukochana jest wyrachowana i wiarołomna.
- Niestałość uczuciowa – na początku powieści Wokulski jawi się czytelnikowi, jako prawdziwy wulkan, kipiący życiem – wraca z olbrzymimi pieniędzmi i od razu je inwestuje: powiększa sklep, najmuje nowych subiektów, udziela się charytatywnie. Ale dramatyczne przeżycia wpływają na niego fatalnie – gorzka prawda o obiekcie jego miłości skłania go do podjęcia dramatycznej decyzji – próby samobójczej. Do końca czytelnik nie jest pewny, jak Wokulski skończył – czy zginął przysypany gruzami zamku, czy wyjechał, pozostawiając fortunę bez zarządcy i spadkobiercy.
- Poczucie wyobcowania – Wokulski obraca się w dwóch środowiskach: mieszczaństwie i arystokracji, w żadnym jednak nie czuje się dobrze. Wie, że arystokracja ledwie akceptuje go w swoim gronie i to wyłącznie ze względu na jego majątek. Zaś jego „koledzy po fachu”, są zwyczajnie zazdrośni o powodzenie w interesach, stąd nieprawdziwe pogłoski, o jego rzekomych oszustwach i kochankach.

## Wokulski jako pozytywista

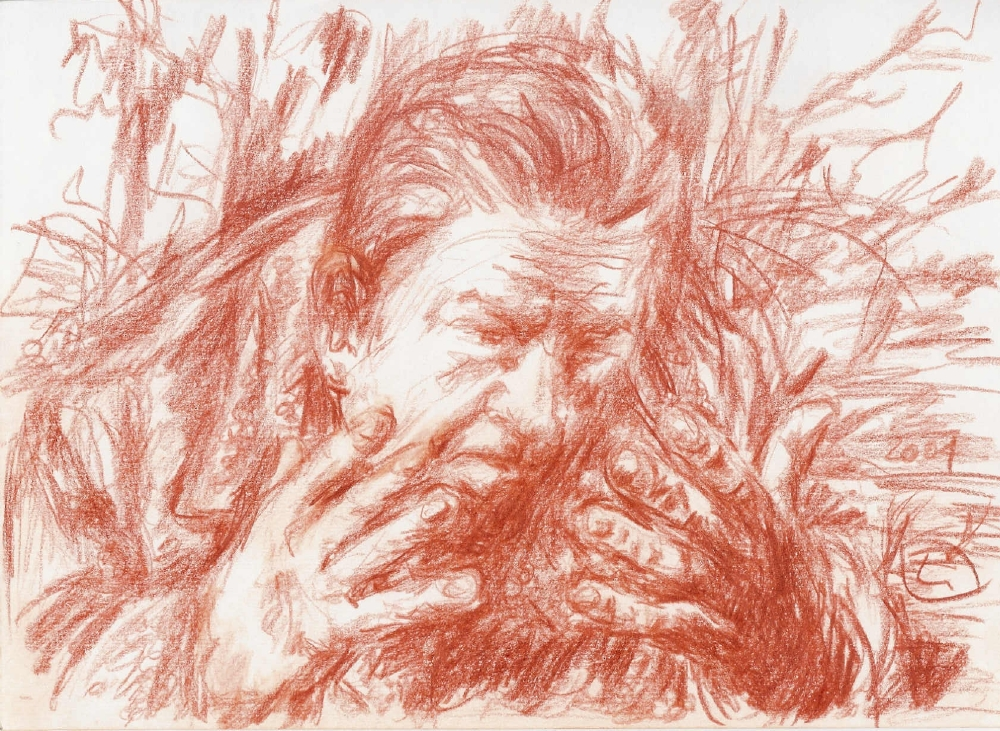
Mariusz Dmochowski w roli Wokulskiego

- Realizacja społecznego programu pozytywistycznego (praca organiczna i praca u podstaw) – Wokulski stara się podnieść poziom gospodarczy kraju: inwestuje w swój sklep, stwarza nowe miejsca pracy, stopniowo podnosi pensje swoim pracownikom, a jednocześnie interesuje się losem najuboższych: prostytutki Marianny, Węgiełka, Wysockiego. Pomaga im w najtrudniejszych życiowych sytuacjach: znajduje pracę, funduje mieszkanie, organizuje ślub. Wciąż porównuje swój majątek z dochodami najuboższych i ma wyrzuty sumienia, gdyż miłość poniekąd odciąga go od spraw biedoty.
- Fascynacja nauką i techniką – wyniesiona jeszcze z młodości. Stanisław, mimo że kocha Izabelę, jest rozdarty pomiędzy karierą naukową a miłością. Podziwia młodego wynalazcę Ochockiego i profesora Geista, planuje pomóc im, ale nie jest w stanie zdobyć się na poświęcenie się nauce. Wierzy przy tym w utopię techniczną – cudowne wynalazki (machiny latające), które są w stanie odmienić świat i człowieka (por. mit o szklanych domach z Przedwiośnia Żeromskiego).
- Zdolność do efektywnego działania – potrafi zarabiać pieniądze i organizować swój sklep tak, że zazdroszczą mu inni kupcy. Poprzez swoje szerokie kontakty może bez problemu zdobyć wielki majątek. Umie skutecznie pomóc ludziom, którzy popadli w biedę. Pomoc ta nie polega tylko na wsparciu finansowym. Wokulski woli dać im narzędzia do rozpoczęcia własnej działalności, a nie jałmużnę.
- Akceptacja ideałów tolerancji i asymilacji – co doskonale widać po stosunku Wokulskiego do Żydów. Warszawskie kupiectwo traktuje ich z pogardą, jak nieuczciwą konkurencję. Wokulski tymczasem nawiązuje z nimi znajomość, szczerze zaprzyjaźnia się z żydowskim lekarzem Szumanem, a sklep przekazuje innemu Żydowi – Szlangbaumowi.

## Pierwowzór Wokulskiego
W publikacji prasowej z 1937 – przy okazji upamiętnienia Wokulskiego w Warszawie – podano, że prototypy postaci Lalki żyły w Lublinie.
Według Klejna pierwowzorem postaci Wokulskiego był Jakub Lange, szwajcarski przedsiębiorca, który około połowy XIX przyjechał do Warszawy. Został właścicielem lokalu, a potem wyjechał do Bułgarii i podobnie jak Wokulski dorobił się tam wielkiego majątku. Natomiast nazwisko bohatera Głowacki zapożyczył od kieleckiego lekarza Wokulskiego.
Natomiast według Leokadii Pawłowskiej pierwowzorem Wokulskiego mógł być jej krewny, społecznik Feliks Pawłowski.
Scena rzucenia się Wokulskiego na tor kolejowy pod nadjeżdżający pociąg została skojarzona z analogicznym zachowaniem Prusa, który postąpił w podobny sposób i został odepchnięty przez posługacza kolejowego (opisał to profesor psychiatrii i neurologii Stefan Borowiecki, autor nieukończonej rozprawy pt. Lęki sytuacyjne Prusa, dotyczącej agorafobii pisarza, która była przyczyną takiego kroku).
Według Haliny Tchórzewskiej-Kabaty, pierwowzorem Wokulskiego mógł być hr. Ludwik Krasiński, wybitny przedsiębiorca, którego działalność Bolesław Prus pilnie obserwował i który posiadał majątek w budynku, w którym pisarz zlokalizował sklep Wokulskiego. 

## W kulturze masowej

### Film
Powieść Prusa doczekała się dwóch adaptacji filmowych: produkcji kinowej z 1968 (reż. Wojciech Jerzy Has) i serialu TV z 1977 r. (reż. Ryszard Ber). Rolę Wokulskiego grali w nich:
- Mariusz Dmochowski – (1968) nagrodzoną w 1969 na MFF-Panama nagrodą aktorską[9]
- Jerzy Kamas – serial (1977)
- Marcin Dorociński – serial (2026, TVP[10])
- Tomasz Schuchardt – serial (2026, Netflix, Akson Studio[11])

### Inne
- W Warszawie organizowane są imprezy z cyklu Festiwal Wokulskiego poświęcone działalności Prusa i jego bohaterów[12].
- Istnieje sieć centrów handlowych „CH Wokulski”[13]
- Od 1998 Fundacja Bankowa im. Leopolda Kronenberga organizuje studencki konkurs „Wokulski” na najlepszy biznesplan[14]
- Stanisław Wokulski jest jednym z bohaterów komiksu „Pierwsza brygada” Janusza Wyrzykowskiego, Tobiasza Piątkowskiego i Krzysztofa Janicza. Seria utrzymana jest w stylistyce steampunkowej, do której idealnie pasuje wątek latających maszyn, którymi interesował się Wokulski. W komiksie występują również inni słynni polscy bohaterowie literaccy i historyczni np. Józef Piłsudski i Stanisław Tarkowski, jest to tzw. „crossover”.
- Wo Ku Kyi (Wokulski) pojawia się w powieści fantastycznej Jacka Dukaja Imperium chmur.

## Upamiętnienie
- Z inicjatywy poety Stefana Godlewskiego na początku 1937 została ustanowiona tablica upamiętniająca Stanisława Wokulskiego przy ul. Krakowskie Przedmieście 4 (gdzie znajdował się dom, w którym mieszkał)[3][15]. Została odtworzona pod numerem 4/6 tej ulicy i wmurowana w 1987[16].
- Na dworcu kolejowym w Skierniewicach ustawiono w roku 2010 pomnik Stanisława Wokulskiego autorstwa Roberta Sobocińskiego.